# Steven G. Bradbury

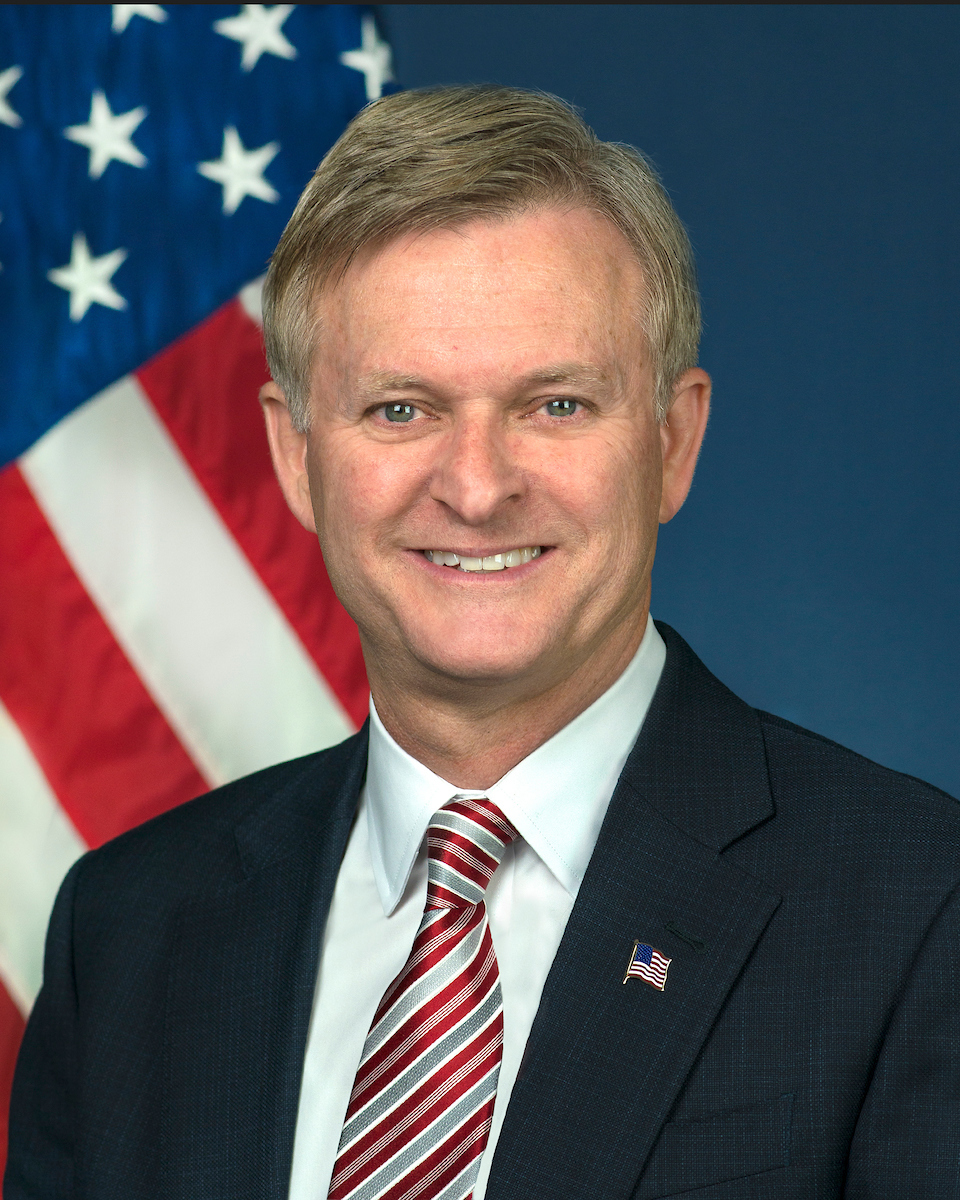
Offizielles Porträt von Steven G. Bradbury (2017)

Steven G. Bradbury (* 1958 in Portland, Oregon) ist ein US-amerikanischer Jurist und war während der zweiten Amtszeit von George W. Bush von 2005 bis 2009 stellvertretender Leiter des Office of Legal Counsel im Justizministerium der Vereinigten Staaten. Weil die Leitungsposition den Großteil der Zeit nicht besetzt war, amtierte er als Leiter dieser Abteilung für Rechtsberatung des Justizministers, die auch direkt für den Präsidenten und andere Behörden tätig sein kann. Während seiner Amtszeit schrieb er mehrere Rechtsgutachten, die Folter bzw. sog. „erweiterte Verhörmethoden“ (enhanced interrogation techniques) gegen mutmaßliche Terroristen absegneten. Seine Ernennung zum Assistant Attorney General durch George W. Bush scheiterte aufgrund fehlender Zustimmung des Senats.
Von Juli 2009 bis Juni 2017 war er Partner der Anwaltskanzlei Dechert LLP in Washington, D.C. Im Juni 2017 wurde er von US-Präsident Donald Trump zum General Counsel (Leiter der Rechtsabteilung) des Verkehrsministeriums der Vereinigten Staaten ernannt.

## Leben
Bradbury wuchs als jüngstes von vier Kindern auf; sein Vater starb, als er elf Monate alt war. Er studierte an der Stanford University und machte einen Abschluss in Jura (J.D.) an der University of Michigan Law School.

## Politik
Im April 2004 wurde er zum Principal Deputy Assistant Attorney General ernannt, ab 2005 war er stellvertretender Assistent des Attorney General. Seine Beförderung zum Assistenten des Attorney General wurde vom Senate Committee on the Judiciary befürwortet, die Zustimmung des Senats wurde jedoch von vier Demokraten wegen der von ihm zugelassenen Foltermethoden und „unbeantworteter Fragen bezüglich seiner Mitwirkung an NSA-Überwachungsprogrammen“ blockiert.
Auf Anfrage der CIA schrieb Bradbury Mai 2005 mehrere geheime Rechtsgutachten, die Folter sehr eng definierten. Laut dieser Gutachten waren mehrere „erweiterte Verhörmethoden“ zulässig, darunter Waterboarding, Stresspositionen, Schläge, extreme Kälte, Übergießen von Gefangenen mit kaltem Wasser und bis zu 180 Stunden Schlafentzug (7½ Tage). Die kombinierte Anwendung der Verhörmethoden sei auch zulässig.
In Bezug auf Hamdan v. Rumsfeld, eine Entscheidung des Obersten Gerichtshofes der Vereinigten Staaten im Jahre 2006, beschrieb Bradbury die Teile der Genfer Konventionen, die Folter verbieten, als „hoffnungslos vage“ und befürwortete die Zulassung von Informationen als Beweis bei Militärkommissionen, auch wenn sie durch Folter gewonnen worden waren.
Bradbury fertigte 2007 ein weiteres Gutachten, um die zulässigen Verhörmethoden mit kürzlich verabschiedeten Gesetzen (u. a. dem Detainee Treatment Act und dem Military Commissions Act) für vereinbar zu erklären. Ohne die bereits gebilligten Methoden zurückzuweisen, rechtfertigte dieses Gutachten eine begrenzte Anzahl an Verhörmethoden, u. a. Nahrungsentzug mit nicht weniger als 1000 kcal (4184 kJ) am Tag, bis zu vier Tage Schlafentzug durch erzwungenes Stehen und Schläge.
Während der Amtszeit von Barack Obama wies Bradburys Nachfolger David J. Barron vier Gutachten bezüglich der Verhörmethoden der CIA zurück, darunter drei von Bradbury.